# 饶权
饶权（1966年3月—），男，汉族，江西金溪人，中华人民共和国政治人物，现任文化和旅游部副部长、国家文物局局长。

## 生平
2014年5月，任中华人民共和国文化部政策法规司司长。
2018年8月，任国家图书馆馆长、党委副书记，国家古籍保护中心主任，国家典籍博物馆馆长。
2021年5月，任中华人民共和国文化和旅游部副部长。2021年7月，不再兼任国家图书馆馆长职务。2025年4月，兼任国家文物局局长。